# Ramez Naam
Ramez Naam – technolog amerykański z Seattle, informatyk, transhumanista, pisarz i mówca.
Urodził się w Kairze, w Egipcie, skąd w wieku 3 lat przybył do Stanów Zjednoczonych. Ukończył informatykę na University of Illinois. Brał udział w tworzeniu oprogramowania Microsoft Internet Explorer i Microsoft Outlook. Był CEO firmy nanotechnologicznej Apex Nanotechnologies, po czym powrócił do Microsoftu, gdzie spędził łącznie 13 lat. Jest posiadaczem blisko 20 patentów.
Zasiada w gronie doradców Institute for Accelerating Change (Instytutu na rzecz Przyspieszenia Zmian), jest członkiem World Future Society (Stowarzyszenie Przyszłości Świata), starszym członkiem (Senior Associate) Foresight Institute, członkiem (fellow) Institute for Ethics and Emerging Technologies, i byłym członkiem Extropy Institute.
Naam jest autorem książki More Than Human: Embracing the promise of biological enhancement, omawiającej w kontekście nauki i medycyny nowe technologie i promującej udoskonalanie człowieka, poprzez użycie nowych narzędzi technologicznych dla dobra własnego, naszego potomstwa i świata, np. terapii genowej i nanotechnologii.
23 lipca 2005 Ramez Naam otrzymał od World Transhumanist Association (obecnie Humanity+) nagrodę im H.G. Wellsa za Zasługi dla Transhumanizmu (HG Wells Award for Contributions to Transhumanism).
5–6 grudnia 2009 wystąpił na konferencji Humanity+ Summit w Eon Reality w Irvine w stanie Kalifornia w USA. Innymi mówcami byli m.in. Aubrey de Grey, Ben Goertzel, Patri Friedman, James Hughes, Natasha Vita-More i Peter Voss. Na Humanity+ Summit w Harvard University w Cambridge w stanie Massachusetts (12–13 czerwca 2010) wygłosił referat pt. Humanity 2020: The Next 10 Years of Human Development, a na Singularity Summit (14–16 sierpnia 2010) w San Francisco w stanie Kalifornia jego wystąpienie miało tytuł The Digital Biome.
W 2012 opublikował swoją pierwszą powieść science-fiction pt. Nexus. Na wiosnę 2013 przewiduje wydanie kolejnej książki, The Infinite Resource: The Power of Ideas on a Finite Planet.

## Prace
- 2005: More Than Human: Embracing the Promise of Biological Enhancement, Crown Publishing Group, 288 str., ISBN 0-7679-1843-6 (wznowienie 2010, wyd. lulu.com, 230 str., ISBN 978-0557582334)
- 2012: Nexus, wyd. Angry Robot, 460 str., ISBN 978-0857662934.
- 2013: The Infinite Resource: The Power of Ideas on a Finite Planet, wyd. University Press of New England, 232 str., ISBN 978-1-61168-255-7.